# Francisco Edvan Soares de Souza

## Trayectoria
Debutó con Motagua en 1996, donde coincidió con el reconocido agente Pablo Betancur (representante de grandes estrellas del fútbol hondureño), quien lo colocó en el calcio italiano. 
Al año siguiente fichó sorpresivamente por la Sampdoria, disputando 8 juegos de la Temporada 1997/1998 de la Serie A (Italia).
Desarrolló una extensa trayectoria en Italia y también jugó en Bélgica y Grecia.

## Clubes
| Club               | País     | Año       |
| ------------------ | -------- | --------- |
| Motagua            | Honduras | 1996-1997 |
| Sampdoria          | Italia   | 1997-1998 |
| Empoli             | Italia   | 1998      |
| Fidelis Andria     | Italia   | 1998-1999 |
| Carrarese          | Italia   | 1999-2000 |
| Lucchese           | Italia   | 2000-2001 |
| Fidelis Andria     | Italia   | 2001-2002 |
| Arezzo             | Italia   | 2002-2003 |
| Fano               | Italia   | 2003      |
| Fidelis Andria     | Italia   | 2003-2004 |
| Nocerina           | Italia   | 1998      |
| Taranto            | Italia   | 2005      |
| Motagua            | Honduras | 2006      |
| Budoni             | Italia   | 2006-2007 |
| Bojano             | Italia   | 2007-2008 |
| Apollon Kalamarias | Grecia   | 2008-2009 |
| RFC Lieja          | Bélgica  | 2009-2010 |
| Noto               | Italia   | 2011      |

- Datos: Q3888688